# Dichotomius adrastus
Dichotomius adrastus är en skalbaggsart som beskrevs av Edgar von Harold 1875. Dichotomius adrastus ingår i släktet Dichotomius och familjen bladhorningar. Inga underarter finns listade i Catalogue of Life.